# A varázsló unokaöccse
A varázsló unokaöccse (The Magician's Nephew) C. S. Lewis regénysorozatának, a Narnia krónikáinak első kötete. Bár a könyv maga csak 1955-ben jelent meg, mint 6. kötet, azonban időrendileg mégis ez az első rész. A sorozat pár fiatal kalandjait írja le Narnia varázslatos világában. Magyarul először a Szent István Társulatnál jelent meg a mű, K. Nagy Erzsébet fordításában, 1989-ben.

## Cselekmény
|  | Alább a cselekmény részletei következnek! |

Még 1900-ban történt, hogy élt Londonban egy kislány, akit Polly Plummernek hívtak. Egy nap, mikor a hátsó kertben sétált, találkozott Digory Kirke-kel. Hamar megbarátkoztak, és együtt játszottak. Egyszer felfedezőútra indultak a házak közötti szűk padlásjáraton, és véletlenül eljutottak Digory házának emeletére, ahol találkoztak Andrew Ketterley úrral. A bácsinak kapóra jött a két gyerek, ugyanis éppen egy veszélyes kísérletet akart véghezvinni. Bár a két gyerek nem szeretett volna részt venni a kísérletben, Andrew csellel mégis rávette őket. Adott egy sárga gyűrűt Pollynak, de ő ahogy hozzáért, eltűnt. A bácsi elmondta, hogy valójában aki a sárga gyűrűhöz hozzáér, az egy másik világban találja magát. Digory a lány után ment egy másik gyűrűvel, s a tudással, miképp lehet hazamenni. Azonban az öreg úr tévedett. Valójában a sárga gyűrű csak egy köztes világhoz vezet el, a zöld gyűrű, amit a hazaúthoz viselni kell, az visz el újabb világokba.
Digory és Polly felfedezőútra indulnak a világok között. Eljutnak Charnba, egy különös, kihalt, öreg világba. Ott véletlenül, kalandvágyból felébresztik a világ pusztításáért felelős boszorkányt, aki eljut velük a köztes világba, majd a vissza a Földre is. A visszaérkezéskor a boszorkány, Jadis úgy dönt, hogy a világot uralni akarja, s elküldi Andrew bácsit hintóért, majd Jadis és Andrew elindul. Ezalatt a gyerekek pihennek egy keveset, bár nyugtalanok, mivel tudják, hogy bajban van a világuk. Ezért felkerekednek, és újra elmennek a köztes világba. Azonban magukkal viszik Jadist, Andrewt, Franket (a kocsist), és lovát, Szamócát. Egy újabb világba jutnak ahol nincs semmi más, csak sötétség.
Dal hallatszik, amire életre kel a világ, és elkezd létezni. Állatok bújnak ki a földből, növények nőnek, világosság lesz. A dal éneklője egy oroszlán. Néhány állatnak tudást ad, így elkezdenek beszélni. Az oroszlánt Aslannak hívják, Ő a mindenség ura. Ráébreszti Digoryt, hogy elhozta Narnia világába a gonoszságot, Jadis személyében. Ezért Aslan elküldi a fiút, hogy hozzon egy almát, egy bizonyos kertből. Digory és Polly elrepül (az időközben szárnyas lóvá alakult Szamóca hátán) az almafához. Digory elveszi az almát, és a kertben találkozik a boszorkánnyal, aki próbálja rávenni Digoryt, hogy vigyen még almát, magának és a beteg édesanyjának. De a csel nem sikerült, és a gyerekek visszatérnek Aslanhoz.
Az almafát elültetik, és kinő belőle egy almafa, ami Narnia birodalmát védelmezi. Frank, a kocsis és időközben megjelenő felesége lesz Narnia első királya és királynője. Andrew bácsi és a gyerekek visszatérnek a Földre. Még Narniában Aslan adott egy almát Digorynek, hogy vigye el a beteg édesanyjának. A fiú elvitte, és ettől meggyógyult az édesanyja. Az almacsutkát elültette, és egy almafa nőtt ki belőle. Azonban évekkel később ez a fa kidőlt, s Digory egy ruhásszekrényt készíttetett belőle, s a vidéki házába vitette.
|  | Itt a vége a cselekmény részletezésének! |

## Szereplők

### Főszereplők
- Digory Kirke
- Polly Plummer
- Jadis, a Fehér Boszorkány
- Aslan

### Mellékszereplők
- Andrew Ketterley
- Frank, a kocsis
- Helen
- Szamóca, később Sólyom

## Magyarul
- A varázsló unokaöccse; ford. K. Nagy Erzsébet; Szt. István Társulat, Bp., 1996
- A varázsló unokaöccse; ford. K. Nagy Erzsébet, átdolg. Háy János; M&C Kft., Bp., 2005 (Narnia krónikái)